# LA-MSS/2008
Deze pagina geeft een overzicht van de LA-MSS wielerploeg in 2008.
| Naam                | Geboortedatum | Nationaliteit | Ploeg 2007                         |
| ------------------- | ------------- | ------------- | ---------------------------------- |
| Alfonso Azevedo     | 18-07-1984    | Portugal      |                                    |
| Rogério Baptista    | 02-12-1983    | Portugal      |                                    |
| João Cabreira       | 12-05-1982    | Portugal      |                                    |
| Pedro Cardoso       | 12-04-1974    | Portugal      |                                    |
| Claudio Faria       | 01-10-1977    | Portugal      |                                    |
| Bruno Neves         | 05-09-1981    | Portugal      |                                    |
| Bruno Pires         | 15-05-1981    | Portugal      |                                    |
| Pedro Romero        | 04-06-1982    | Spanje        | Centro Ciclismo de Loulé-Louletano |
| Xavier Tondó        | 05-11-1978    | Spanje        |                                    |
| Ángel Vicioso       | 13-04-1977    | Spanje        | Relax - GAM                        |
| Constantino Zaballa | 15-05-1978    | Spanje        | Caisse d'Epargne                   |

## Belangrijke overwinningen
| Ronde van Alentejo 4e etappe: Bruno Pires GP Paredes Rota dos Moveis 3e etappe: Constantino Zaballa 4e etappe: Pedro Cardoso Eindklassement: Pedro Cardoso | Subida al Naranco Xavier Tondó Ronde van Asturië 1e etappe: Ángel Vicioso eindklassement: Ángel Vicioso | Ronde van Madrid 2e etappe: Ángel Vicioso |